# Tippy Larkin
Tippy Larkin, pseudonimo di Antonio Pilliteri (Garfield, 11 novembre 1917 – 10 dicembre 1991), è stato un pugile statunitense.

## Biografia

### Gioventù e inizio carriera
Larkin nacque l'11 dicembre 1917 da una famiglia italiana a Garfield, nel New Jersey. Prese il nome di Tippy dalle iniziali del suo vero nome: Antonio Pilliteri, o Tony Pilliteri. Il nome Larkin dal fratello maggiore Frank che aveva combattuto col nome di Bobby Larkin.
Nel 1934, all'età di 17 anni, il giovane andò a lavorare in un campo del Civilian Conservation Corp (CCC) durante la grande depressione americana, e da subito si avviò agli incontri di pugilato fra i campi diversi. Secondo la leggenda vinse per 9 volte per K.O. in questi primi incontri fra dilettanti. Passato al professionismo, per tutta la carriera, compresi i 19 incontri disputati al Madison Square Garden, ebbe come manager Angelo Pucci.
Fra il marzo 1935 e l'ottobre 1936, Larkin vinse 29 incontri diretti, molti per K.O. Il suo record di vittorie durante l'inizio di carriera fu eccezionale.
Il 19 dicembre 1938, Larkin era quotato sesto a livello mondiale dei pesi leggeri americani, con Henry Armstrong come campione e Lou Ambers quotato primo.
Dimostrando che non era invincibile, l'8 marzo 1940, il texano Lew Jenkins lo atterrò alla prima ripresa al Madison Square Garden. Jenkins era considerato uno specialista del K.O.  "Al suono della campana, il campione del Southwest (Jenkins) prese il comando dell'incontro: usò entrambi i pugni senza soste, e infine diede una serie di robusti sinistri e destri e Larkin cadde nel suo angolo."
Dopo una sosta di 8 mesi per ristabilirsi da una malattia, il 13 marzo 1941 Larkin sconfisse Joey Silva per K.O. tecnico in 4 riprese a Jersey City, nel New Jersey.  L'incontro fu sospeso a 1:49 del 4º round dall'arbitro per una ferita vicino all'occhio di Silva.
Nella primavera del 1942, Larkin si ferì alla spalla mentre stava pulendo il suo fucile calibro 22 in casa. Combatté solo una volta tra febbraio e maggio di quell'anno, ma non essendo stato ferito in modo grave, riprese la sua carriera pugilistica con notevole successo dallo stesso giugno.

### Tentativo mondiale nei pesi leggeri
Il 26 ottobre 1942, al Laurel Garden, nello Stato di New Jersey, Larkin si presentò sul ring 2 libbre in più rispetto al limite per i pesi leggeri. Pesava cioè 137 libbre. Batté comunque Abe Denner per KO a 2:53 del secondo round, dopo averlo già atterrato una prima volta nel corso della seconda ripresa. Grazie a tale risultato poté combattere contro Beau Jack, per il titolo mondiale vacante dei pesi leggeri nella versione della Commissione Atletica dello Stato di New York. Il 18 dicembre 1942, al Madison Square Garden di New York tuttavia, Beau Jack lo batté per KO al 3º round.

### Sconfitta con Henry Armstrong
Il 9 marzo 1943, perse contro l'ex tre volte campione del mondo Henry Armstrong per K.O: alla seconda ripresa davanti ad un pubblico di 8.000 persone al Civic Auditorium di San Francisco.  Armstrong tentava il suo ritorno ed in precedenza aveva detenuto il record del maggior numero consecutivo di vittorie in difesa del titolo mondiale dei Welters.

### Campione del mondo dei superleggeri
Dal 1935 al 1946, il record di Larkin è stato di 114-9. Conquistò il titolo mondiale dei pesi superleggeri il 29 aprile 1946, con un verdetto unanime, in dodici riprese contro Willie Joyce a Boston. Dopo aver concesso vittoriosamente la rivincita a Joyce, la categoria fu temporaneamente abolita, sino al 1959. Larkin continuò a combattere con buoni risultati sino al 1952. 

### Infortuni ed arresto per guida pericolosa nel 1957
Il 18 settembre 1957 Larkin fu arrestato a New York per guida in stato d'ebbrezza, e guida senza patente o permesso in New York.
Il 25 ottobre 1957, Larkin ebbe la frattura della gamba sinistra, e diverse costole, in un incidente stradale, la cui colpa in seguito venne data a lui. Larkin guidava verso sud nella Northbound lane. Nei primi mesi del 1958, a causa dell'incidente di ottobre, ebbe una condanna da uno a tre anni e imprigionato per aver causato la morte per guida pericolosa. Il suo legale dichiarò che anche lui era stato vittima dell'incidente che causò la sfortunata morte del conducente del New Jersey la cui macchina era stata colpita da Larkin, ma non poté evitare la sua condanna. 